# Won Hye-gyeong
Won Hye-gyeong (원혜경?; 14 ottobre 1979) è un'ex pattinatrice di short track sudcoreana.

## Palmarès

### Olimpiadi
- Oro a Lillehammer 1994 nella staffetta 3000 metri.
- Oro a Nagano 1998 nella staffetta 3000 metri.
- Bronzo a Nagano 1998 nei 1000 metri.

### Mondiali
- Oro a Zoetermeer 1995 a squadre.
- Oro a L'Aia 1996 nei 3000 metri.
- Oro a Lake Placid 1996 a squadre.
- Oro a Seul 1997 a squadre.
- Argento a Cambridge 1994 a squadre.
- Argento a Gjøvik 1995 nella staffetta 3000 metri.
- Argento a L'Aia 1996 nei 1500 metri.
- Argento a L'Aia 1996 nel programma generale.
- Argento a Nagano 1997 nei 3000 metri staffetta.
- Argento a Nagano 1997 nei 3000 metri.
- Argento a Nagano 1997 nei 1500 metri.
- Argento a Nagano 1997 nei 1000 metri.
- Argento a Vienna 1998 nella staffetta 3000 metri.
- Argento a Bormio 1998 a squadre.
- Bronzo a Guildford 1994 nella staffetta 3000 metri.
- Bronzo a Nagano 1997 nel programma generale.

### Giochi asiatici
- Argento a Harbin 1996 nei 3000 metri.
- Argento a Harbin 1996 nei 1000 metri.
- Argento a Harbin 1996 nella staffetta 3000 metri contro Giovanni Casu